# Edmond de Rothschild Group
Edmond de Rothschild Group è un gruppo finanziario internazionale, specializzato nelle attività di asset management (158 miliardi di franchi svizzeri nel 2022), private banking e private equity. Con sede a Ginevra, opera con 29 siti sparsi in 14 Paesi e può contare su circa 2700 dipendenti.
Fondato nel 1953 a Parigi dal barone Edmond de Rothschild, i cui genitori erano fuggiti in Svizzera durante la seconda guerra mondiale per sfuggire alla persecuzione degli ebrei, il gruppo è a conduzione familiare e indipendente, e comprende le Fondazioni Edmond de Rothschild (braccio filantropico), il marchio di lifestyle Edmond de Rothschild Heritage (vini e formaggi pregiati, hotel e ristoranti di lusso) e sponsorizza il Gitana Team (squadra di vela professionistica).

## Storia

### I primi anni
Nel 1953 Edmond de Rothschild fondò la Compagnie Financière Edmond de Rothschild a Parigi. Crebbe rapidamente e nel 1961 acquistò il 34% delle azioni del Club Med. Nel 1965 venne creata la Banque Privée Edmond de Rothschild (BPER) a Ginevra, poi fu aperta quattro anni dopo, nel 1969, la filiale in Lussemburgo.
Nel 1969 BPER ha creato il modello del fondo di fondi per investire in altri fondi di investimento piuttosto che direttamente in titoli. Nel 1970, LCF Edmond de Rothschild ottenne lo status di banca in Francia. Dal 1977 al 1993 la Compagnie Financière è stata diretta da Bernard Esambert. Nel 1985, LCF rilevò una partecipazione in Monceau Fleurs prima che i fondatori del gruppo acquistassero tutte le azioni.
Nel 1991, la Banca Privata Edmond de Rothschild e la Banca Solari & Blum S.A. unirono le forze per creare la Edmond de Rothschild S.A. Lugano. Nel 1992, LCF gestiva più di 2 miliardi di dollari di asset e aprì una filiale a Hong Kong.

### Lo sviluppo
Nel 1989 il figlio Benjamin de Rothschild fondò a soli 23 anni la Compagnie de Trésorerie per offrire servizi avanzati di gestione dei rischi finanziari. Dopo la morte del padre nel 1997, Benjamin de Rothschild diventa presidente del gruppo. Nel maggio 1999, con l'obiettivo di sviluppare le fusioni e le acquisizioni transfrontaliere in Europa, LCF ha firmato un accordo tripartito con il tedesco Sal. Oppenheim e l'italiano Euromobiliare. In Svizzera, BPER ha conseguito un risultato record con un aumento annuo del 53% del patrimonio gestito, superando la soglia dei 40 miliardi di franchi svizzeri.
Nel 2000, LCF ha lanciato un fondo di investimento in Israele specializzato in nuove startup tecnologiche. Nel 2001 ha lanciato la sua banca online e apre uffici a Bordeaux1. Nel 2002 LCF ha creato la struttura di private equity Capital Partners. Nel 2006, LCF, attraverso BPER, ha unito le forze con Nikko Cordial Securities per creare il primo family office in Giappone, LCF Edmond de Rothschild Nikko Cordial. In Europa, la Compagnie Financière si espande in Belgio, nel 2009 Ariane de Rothschild, la moglie di Benjamin, è nominata vicepresidente del gruppo e nell'ottobre 2010 la società inaugura nuovi uffici a Lille, completando così la sua strategia di presenza regionale in Francia iniziata 10 anni prima a Bordeaux (sono state create sette sezioni provinciali). 
Nel 2010 La Compagnie financière Rothschild cambia il nome in Gruppo Edmond de Rothschild come tributo al suo fondatore. Viene anche modernizzato lo stemma.  Secondo Benjamin de Rothschild, "il gruppo Edmond de Rothschild ha raccolto tutte le sue attività bancarie e non bancarie sotto il nuovo nome per chiarire e rafforzare l'identità del gruppo". Il gruppo è saldamente controllato dalla famiglia Rothschild, giunta alla settima generazione. Nel 2011, Christophe de Backer ha assunto la carica di CEO del gruppo.
Nel 2011, il Gruppo Edmond de Rothschild aderisce al programma UNEPFI, aumenta la sua partecipazione in Zhonghai al 25% e annuncia l'apertura di un ufficio a Dubai per espandersi in Medio Oriente. Nel 2012 il gruppo era presente in 30 paesi con 125 miliardi di euro di masse in gestione. Nel 2013, il gruppo ha aperto un ufficio a Londra.
Il 15 Gennaio 2021 Benjamin de Rothschild viene a mancare a soli 57 anni Il gruppo continua ad essere guidato dalla moglie Ariane de Rothschild, che già da tempo seguiva attivamente il business del gruppo.

## La struttura
Edmond de Rothschild Holding SA, la holding del gruppo finanziario controllato da Benjamin de Rothschild, detiene:
- il 77% del capitale di Edmond de Rothschild (Svizzera), la società madre del gruppo svizzero.  Le azioni della banca sono quotate alla Borsa di Zurigo.
- il 97% di Edmond de Rothschild SA, la società madre del gruppo francese che raggruppa Edmond de Rothschild (Francia) e Cogifrance (Compagnie Générale Immobilière de France).

Il gruppo opera attraverso 5 gruppi di gestione internazionali (Francoforte, Ginevra, Hong Kong, Lussemburgo, Parigi) con 163 miliardi di franchi di beni gestiti (150 miliardi di euro), il 47% proviene dal settore del private banking e il 53% dall'asset management.
L'asset management è il secondo pilastro strategico delle attività del gruppo Edmond de Rothschild.  I servizi finanziari sono offerti tramite mandati di gestione disponibili in 14 paesi.  Parallelamente alla gestione patrimoniale, il gruppo offre una serie diversificata di servizi ad alto valore aggiunto nell'amministrazione di fondi e servizi di asset (strutturazione di fondi, operazioni di gestione, amministrazione centrale, banca depositaria, domiciliazione, private equity e immobili).
La finanza aziendale è un'attività storica del gruppo, che supporta gli azionisti nella loro gestione quotidiana del portafoglio (fusioni e acquisizioni, operazioni di alto valore, ingegneria finanziaria e consulenza strategica nel settore immobiliare).

## Investimenti socialmente responsabili
Nel 2015 il gruppo ha investito oltre 3,5 miliardi di euro in investimenti socialmente responsabili. Comprendevano fondi di investimento per le biotecnologie, la decontaminazione, l'agroforestazione e l'Africa.
Tra il 2014 e il 2015 Amethis Finance (un fondo di investimento privato dedicato agli investimenti responsabili in Africa, di cui la Edmond de Rothschild è l'azionista di maggioranza) ha raccolto 400 milioni di dollari in titoli azionari e di debito, nel settore bancario, assicurativo e microfinanziario (in Ghana, Kenya, Costa d'Avorio, Madagascar e Mauritius), nella salute (in Costa d'Avorio e Marocco) e nella distribuzione di cibo.
Il gruppo ha anche lanciato il fondo Moringa, il primo fondo di questo tipo destinato all'agricoltura sostenibile, con un patrimonio gestito di 67 milioni di euro. Il fondo ha generato 8000 posti di lavoro, 45.000 collaborazioni con piccoli agricoltori e 40.000 ettari rimboschiti. Il gruppo ha inoltre lanciato Gingko, un fondo privato dedicato alla bonifica dei terreni industriali contaminati e industriali, con 81 milioni di euro in gestione in 7 progetti in Francia e Belgio. Il fondo ha portato alla costruzione di 300 unità abitative e 5000 posti di lavoro.

## Altre attività
Ariane e Benjamin de Rothschild hanno entrambi avviato attività imprenditoriali investendo nelle cantine di Bordeaux (Château Lafite, Château Clarke, Château Malmaison, Château des Laurets), in Sudafrica con la famiglia Ruppert, in Argentina, in Spagna e in Nuova Zelanda.  Il gruppo possiede anche il Domaine du Mont d'Arbois a Megève, un'azienda agricola, il Domaine des Trente Arpents a Tournan in Brie.
Benjamin de Rothschild era un grande appassionato di vela: da citare il progetto del "Jules Verne Trophy", per la circumnavigazione del mondo a vela con un trimarano ad alta velocità.